# Sliferia similis
Sliferia similis är en kackerlacksart som först beskrevs av Bolivar 1924.  Sliferia similis ingår i släktet Sliferia och familjen småkackerlackor. IUCN kategoriserar arten globalt som akut hotad.
Artens utbredningsområde är Seychellerna. Inga underarter finns listade i Catalogue of Life.